# Рокко, Нерео
Нерео Ро́кко (итал. Nereo Rocco; 20 мая 1912[…], Триест — 20 февраля 1979, Триест) — итальянский футболист и футбольный тренер, который в Италии считается изобретателем тактики «настоящего» катеначчо. Его самые громкие успехи как тренера связаны с клубом «Милан». Итальянским болельщикам он также запомнился настойчивым использованием триестского диалекта итальянского языка в общении с прессой, что придавало его фигуре дополнительный колорит.

## Карьера игрока
Нерео Рокко родился 20 мая 1912 года в Триесте, который тогда входил в состав Австро-Венгрии. После Первой мировой войны город перешёл в состав Италии. Футболист играл на позиции полузащитника сначала в «Триестине» (235 матчей и 62 гола в Серии A), а затем — в «Наполи» и «Падове». Сразу после Второй мировой войны на протяжении непродолжительного времени он был играющим тренером в триестском клубе «Либертас», который выступал в тогдашней Серии C, после повесил бутсы на гвоздь и сосредоточился на тренерской карьере. Всего за 11 сезонов в Серии A Рокко сыграл 287 матчей, забив 69 голов.
В составе национальной сборной Рокко выходил на поле единственный раз в квалификационном матче к чемпионату мира 1934 года против команды Греции, который состоялся 25 марта 1934 года в Милане, и сыграл лишь один тайм.

## Тренерская карьера
Рокко вошёл в историю мирового футбола как тренер, который внедрил в Италии тактическую схему катеначчо. Эта тактика была изобретена в Швейцарии в 1930-х годах, но начала активно применяться лишь в 1960-х годах в итальянском чемпионате, оказав значительное влияние на последующее развитие как итальянского, так и мирового футбола. Рокко начал экспериментировать с катеначчо сразу после войны, тренируя команду «Либертас» из Триеста (одновременно играя там на позиции либеро); ему удалось одержать сенсационную победу в товарищеском матче против значительно более высокой классом «Триестины», главным тренером которой он стал в уже следующем году. «Триестина» закончила сезон 1946/47 на предпоследнем месте и искала выход из кризиса, усиленного затруднительным положением всего города (до 1954 года город находился под международной оккупацией, пока за владение им спорили Италия и Югославия). Благодаря новому молодому тренеру и новой прогрессивной тактике в следующем сезоне 1947/48 «Триестина» осуществила невероятный рывок и заняла в чемпионате второе место, уступив лишь «Торино», неопровержимому лидеру итальянского футбола послевоенной эпохи. Вспыльчивый, суровый и, по слухам, никогда не бывавший доволен своими игроками, Рокко стал для футболистов чем-то вроде сурового отца, в чём-то эксцентричного, но чрезвычайно любимого; благодаря своей привычке разговаривать на колоритном триестском диалекте он почти сразу получил прозвище «El paròn» («хозяин», «патрон»), которая сопровождала всю его последующую жизнь.
В двух следующих сезонах подряд (1948/49 и 1949/50) «Триестина» заняла в чемпионате достаточно успешное восьмое место. В 1950 году Рокко покинул клуб и перешёл в клуб Серии B «Тревизо»; причины этого перехода так и остались окончательно неизвестными. После двух сезонов в «Тревизо», не отмеченных особенными успехами, в 1952 году Рокко вернулся в «Триестину» в Серии A, но опять покинул клуб после домашнего поражения от «Милана» со счетом 0:6.
Без работы он оставался недолго и был приглашен в «Падову», которая испытала тяжелые неудачи и очутилась на дне турнирной таблицы в Серии B. Нерео Рокко спас клуб от вылета в Серию C, привлёк в команду несколько талантливых игроков. В следующем сезоне Рокко укреплял команду, готовя её к прорыву в элиту итальянского футбола — Серию A, который состоялся уже в сезоне 1954/55. Во время зимней паузы в чемпионате Рокко удалось приобрести Ивано Блазона, с которым Рокко ранее уже работал в «Триестине» во время её наивысшего успеха, а также Сильвано Моро и Джованни Аццини. Сезон 1957/58 «Падова» завершила третьей, а в следующих сезонах оказывалась в середине турнирной таблицы, на безопасном расстоянии от «зоны вылета».
Вместе с Джузеппе Виани возглавлял итальянскую сборную на «домашнем» футбольном турнире Олимпийских игр 1960 года (заняли четвёртое место), а в 1961 году подписал контракт с «Миланом». Уже в первый его сезон на должности главного тренера миланский клуб получил своё восьмое скудетто, начав один из наиболее успешных периодов в своей истории. Главными архитекторами этого успеха на поле стали Джанни Ривера и бразилец Жозе Альтафини. В следующем сезоне «Милан» первым из итальянских команд получил Кубок европейских чемпионов, победив на лондонском стадионе «Уэмбли» португальскую «Бенфику», за которую тогда играл знаменитый Эйсебио.
После этих триумфов Рокко на четыре сезона перешёл в «Торино». Хотя под управлением Рокко «Торино» не получил титулов, он показал наилучшие результаты с 1949 года, когда вся команда клуба (тогда — неопровержимого лидера итальянского футбола) погибла в авиакатастрофе.
В сезоне 1967/68 Рокко вернулся в «Милан», с которым в том сезоне получил одновременно и скудетто, и Кубок европейских чемпионов. В следующем году «Милан» завоевал Межконтинентальный кубок, победив по итогам двух матчей аргентинский «Эстудиантес». В эти годы в клубе под руководством Рокко начал карьеру девятнадцатилетний Франко Барези, будущий знаменитый защитник; также он способствовал карьере своего земляка вратаря Фабио Кудичини и шведа Курта Хамрина, которого знал ещё по «Падове» в 1957/58 годах.
Во время следующих трех сезонов «Милан» под руководством Нерео Рокко стал обладателем Кубка обладателей кубков в 1973 году и Кубка Италии в 1972 и 1973 годах. В 1973 году Рокко перешёл в «Фиорентину», которую тренировал на протяжении одного сезона, после чего завершил активную тренерскую карьеру. В дальнейшем он сотрудничал с «Миланом» как технический консультант.
Длительное время Нерео Рокко удерживал рекорд по количеству матчей в Серии A в качестве тренера, пока в 2006 году этот рекорд не превзошёл Карло Маццоне.

## Стадион
Именем Нерео Рокко был назван новый стадион в Триесте вместимостью 30000 зрителей. Стадион, открытый 18 октября 1992 года, является домашней ареной футбольного клуба «Триестина», с которым связана значительная часть спортивной карьеры Нерео Рокко, как игрока, так и тренера.

## Тренерские достижения
Международные клубные турниры
- Победитель Межконтинентального кубка: 1969 («Милан»)
- Победитель Кубка европейских чемпионов: 1963, 1969 («Милан»)
- Победитель Кубка обладателей кубков: 1968, 1973 («Милан»)

Национальные турниры
- Чемпион Италии: 1962, 1968 («Милан»)
- Обладатель Кубка Италии: 1972, 1973, 1977 («Милан»)
- Итого: 10 трофеев

Личные
- Лучший тренер в истории футбола:
  - 17 место (France Football): 2019[4]
  - 36 место (World Soccer): 2013[5][6],